# Abia aenea
Abia aenea är en stekelart som först beskrevs av Johann Christoph Friedrich Klug 1820.  Abia aenea ingår i släktet Abia, och familjen klubbhornsteklar. Enligt den finländska rödlistan är arten nära hotad i Finland. Arten är reproducerande i Sverige. Artens livsmiljö är lundskogar.